# Mimobolbus togonicus
Mimobolbus togonicus är en skalbaggsart som beskrevs av Hermann Julius Kolbe 1894. Mimobolbus togonicus ingår i släktet Mimobolbus och familjen Bolboceratidae. Inga underarter finns listade i Catalogue of Life.